# Deutsche Gesellschaft für Gynäkologie und Geburtshilfe
Die Deutsche Gesellschaft für Gynäkologie und Geburtshilfe e. V. (DGGG) ist eine wissenschaftliche Fachgesellschaft, die 1885 durch eine Gruppe von Frauenärzten unter dem Vorsitz von Wilhelm Alexander Freund in Straßburg als Deutsche Gesellschaft für Gynäkologie gegründet wurde. Sie organisiert den alle zwei Jahre stattfindenden Deutschen Kongress für Gynäkologie und Geburtshilfe und trägt seit dem 40. Kongress 1974 den heutigen Namen. Der Sitz der Gesellschaft ist seit Februar 2020 in Berlin (Jägerstraße 58–60), zuvor war er ab 2011 im Haus zur Berolina am Hausvogteiplatz im Berliner Bezirk Mitte und davor im Haus der Kaiserin-Friedrich-Stiftung nahe der Charité.

## Ziele

Logo der Deutschen Akademie für Gynäkologie und Geburtshilfe

Ziel der DGGG ist es, die Forschung und Wissenschaft in allen Teilgebieten der Gynäkologie und Geburtshilfe zu fördern und auf die ständige Erneuerung diagnostischer und therapeutischer Richtlinien und Empfehlungen hinzuwirken. 

## Aktivitäten
Die DGGG vertritt die Interessen ihrer Mitglieder gegenüber dem Bundesministerium für Gesundheit, der Kassenärztlichen Bundesvereinigung, der Bundesärztekammer, sowie der Öffentlichkeit. Zur Förderung der Fort- und Weiterbildung wurde im Januar 2007 durch den Vorstand der DGGG die Deutsche Akademie für Gynäkologie und Geburtshilfe GmbH (DAGG) gegründet, die Fortbildungskurse und einen eigenen Kongress organisiert.

## Struktur
Die Gesellschaft organisiert sich in achtzehn themenbezogenen Arbeitsgemeinschaften, acht Regionalgesellschaften und siebzehn deutsch-ausländischen Gesellschaften für Gynäkologie und Geburtshilfe.
| Arbeitsgemeinschaften                                                                     | Regionalgesellschaften                                                  | deutsch-ausländische Gesellschaften                                                                   |
| ----------------------------------------------------------------------------------------- | ----------------------------------------------------------------------- | --- |
| Arbeitsgemeinschaft für Geburtshilfe und Pränatalmedizin in der DGGG e. V. (AGG)          | Bayerische Gesellschaft für Geburtshilfe und Frauenheilkunde e. V.      | Deutsch-Ägyptische Gesellschaft für Gynäkologie und Geburtshilfe e. V.                                |
| AG Gynäkologische Endokrinologie und Fortpflanzungsmedizin e. V. (DGGEF)                  | Norddeutsche Gesellschaft für Gynäkologie und Geburtshilfe (NGGG)       | Deutsch-Azerbaijschanische Gesellschaft für Gynäkologie und Geburtshilfe e. V. (DAGGG)                |
| AG Gynäkologische Endoskopie e. V. (AGE)                                                  | Mitteldeutsche Gesellschaft für Frauenheilkunde und Geburtshilfe (MGFG) | Deutsch-Israelische Gesellschaft für Gynäkologie und Geburtshilfe e. V.                               |
| AG für Urogynäkologie und Plastische Beckenbodenrekonstruktion e. V. (AGUB)               | Gesellschaft für Geburtshilfe und Gynäkologie in Berlin                 | Deutsch-Japanische Gesellschaft für Gynäkologie und Geburtshilfe e. V.                                |
| AG für gynäkologische Onkologie e. V. (AGO)                                               |                                                                         | Deutsch-Polnische Gesellschaft für Gynäkologie und Geburtshilfe e. V.                                 |
| AG Universitärer Reproduktionsmedizinischer Zentren (URZ)                                 |                                                                         | Deutsch-Rumänische Gesellschaft für Gynäkologie und Geburtshilfe e. V.                                |
| AG Endometriose e. V. (AGEM)                                                              |                                                                         | Deutsch-Russische Gesellschaft für Gynäkologie und Geburtenhilfe e. V.                                |
| Kooperierende Arbeitsgemeinschaften der DGGG e. V.                                        |                                                                         | Deutsch-Spanische Gesellschaft für Geburtshilfe und Gynäkologie e. V.                                 |
| AG Frauengesundheit in der Entwicklungs-Zusammenarbeit (FIDE)                             |                                                                         | Deutsch-Thailändische Gesellschaft für Gynäkologie und Geburtshilfe e. V.                             |
| AG für Infektionen und Infektionsimmunologie (AGII)                                       |                                                                         | Deutsch-Türkische Gynäkologengesellschaft e. V. (DTGG)                                                |
| AG für Immunologie in Gynäkologie und Geburtshilfe (AGIM)                                 |                                                                         | Deutsch-Ukrainische Gesellschaft für Gynäkologie und Geburtshilfe e. V.                               |
| AG Kinder- und Jugendgynäkologie e. V. (AGKJ)                                             |                                                                         | Deutsch-Ungarische Gesellschaft für Gynäkologie und Geburtshilfe e. V.(DUGGG)                         |
| AG für Naturheilkunde, Akupunktur und Umweltmedizin in der Frauenheilkunde e. V. (NATUM)  |                                                                         | Europäische Gesellschaft für Gynäkologie und Geburtshilfe französischer und deutscher Sprache e. V.   |
| AG für Ultraschalldiagnostik in Gynäkologie und Geburtshilfe (ARGUS)                      |                                                                         | Menschen für Frauen – Deutsch-Afrikanische Freundschaftsgesellschaft in der Gynäkologie e. V. (DAFGG) |
| AG Zervixpathologie und Kolposkopie e. V.                                                 |                                                                         | Deutsch-Griechische Gesellschaft für Gynäkologie und Geburtshilfe (DGGGG)                             |
| Deutsche Gesellschaft für Psychosomatische Frauenheilkunde und Geburtshilfe (DGPFG) e. V. |                                                                         | Deutsch-Chinesische Gesellschaft für Gynäkologie und Geburtshilfe e. V.                               |
| AG für gynäkologische Radiologie (AGR)                                                    |                                                                         | |
| Ärztliche Gesellschaft zur Gesundheitsförderung der Frau e. V. (ÄGGF)                     |                                                                         | |

### Mitglieder
Die DGGG hat über 10000 Mitglieder (Oktober 2022). Mitglied der Gesellschaft kann jede Frauenärztin und jeder Frauenarzt, aber auch junge Ärzte in Weiterbildung, werden. Wissenschaftler anderer Fachrichtungen, Körperschaften und juristische Personen können ebenfalls aufgenommen werden.
Über die Aufnahme als ordentliches oder förderndes Mitglied entscheidet der Vorstand der Gesellschaft, der auch Ehrenmitglieder und korrespondierende Mitglieder ernennen kann.

### Ehrenmitglieder und Auszeichnungen
Im Laufe ihres Bestehens wurden 159 Persönlichkeiten zu Ehrenmitgliedern der DGGG ernannt, darunter, neben den Gründern der Gesellschaft, bekannte Wissenschaftler, wie Robert Schröder, Ludwig Seitz, Heinrich Martius, Eduard Arnold Martin, Kurt Semm, Robert Edwards, Ernst Navratil, Helmut Kraatz und George Nicolas Papanicolaou.

### Organe
Die Organe der DGGG sind der Vorstand und die Mitgliederversammlung. Dem Vorstand steht ein wissenschaftlicher Beirat zur Seite. Eine Leitlinienkommission initiiert, berät und begleitet Empfehlungen und Leitlinien, die von den Arbeitsgemeinschaften und den korrespondierenden Gesellschaften geplant und erstellt werden.
| Funktion                                      | Name |
| --------------------------------------------- | --- |
| Präsident                                     | Barbara Schmalfeldt |
| 1. Vizepräsident                              | Christian J. Thaler |
| 2. Vizepräsident                              | Anton J. Scharl |
| Schriftführer                                 | Gert Naumann |
| Schatzmeister                                 | Angela Köninger |
| Präsident des Berufsverbandes der Frauenärzte | Klaus Doubek |
| weitere Mitglieder                            | Markus Schmidt, Annegret Geipel, Nicole Sänger, Frauke von Versen-Höynck, Boris Gabriel, Uwe Andreas Ulrich, Wolfgang Janni, Marc Thill, Nora Kießling, Martin Göpfert, Babür Aydeniz |

## Mitgliedschaften
Die Gesellschaft ist seit 1962 Mitglied der Frauenärztlichen Bundes-Akademie und der Arbeitsgemeinschaft der Wissenschaftlichen Medizinischen Fachgesellschaften (AWMF). Es besteht eine enge Verbindung zum Berufsverband der Frauenärzte, welche sich in einem gemeinsamen Auftreten, der paritätischen Besetzung der Frauenärztlichen Bundes-Akademie und der gemeinsamen Herausgabe der Zeitschrift FRAUENARZT äußert.

## Leitlinien zur Behandlung
Die Gesellschaft entwickelt zu Themen ihres Fachgebiets medizinische Leitlinien, die im Rahmen des AWMF-Leitlinienprogramms veröffentlicht werden.

## Auszeichnungen
Seit 1986 verleiht die Deutsche Gesellschaft für Gynäkologie und Geburtshilfe alle zwei Jahre auf ihrem Deutschen Kongress die Carl Kaufmann-Medaille. Sie ist die höchste Auszeichnung der Fachgesellschaft für Gynäkologen aus Deutschland, Österreich und der Schweiz. Carl Kaufmann (1900–1980) war ein deutscher Gynäkologe.
| Name              | Jahr der Verleihung | Name                | Jahr der Verleihung |
| ----------------- | ------------------- | ------------------- | ------------------- |
| Otto Käser        | 1986                | Erich Saling        | 2006                |
| Karl-Günther Ober | 1988                | Gerhard Bettendorf  | 2008                |
| Josef Zander      | 1990                | Karl Heinrich Wulf  | 2010                |
| Rolf Kaiser       | 1992                | Klaus Diedrich      | 2012                |
| Volker Friedberg  | 1994                | Günther Kindermann  | 2014                |
| Erich Burghardt   | 1996                | Walter Jonat        | 2016                |
| Heinrich Maass    | 1998                | Joachim Dudenhausen | 2018                |
| Benno Runnebaum   | 2000                | Diethelm Wallwiener | 2020                |
| Hermann Hepp      | 2002                | Rolf Kreienberg     | 2022                |
| Dieter Krebs      | 2004                | Liselotte Mettler   | 2022                |

Außerdem verleiht die Gesellschaft Preise und Stipendien für wissenschaftliche Arbeiten, wie den Dr. Rockstroh-, den Schmidt-Matthiesen-, Gunther-Bastert-, GebFra- und den Hermine-Heusler-Edenhuizen-Preis.

## Publikationsorgane
- Frauenarzt – offizielles Publikationsorgan der Deutschen Gesellschaft für Gynäkologie und Geburtshilfe und des Berufsverbandes der Frauenärzte, Publimed Medizin und Medien GmbH, München, ISSN 0016-0237
- Geburtshilfe und Frauenheilkunde – wissenschaftliches Organ der Deutschen Gesellschaft für Gynäkologie und Geburtshilfe und der Österreichischen Gesellschaft für Gynäkologie und Geburtshilfe, Georg Thieme Verlag, Stuttgart, ISSN 0016-5751
- Der Gynäkologe – Fortbildungsorgan der Deutschen Gesellschaft für Gynäkologie und Geburtshilfe, Springer Verlag, Heidelberg, ISSN 0017-5994 (gedruckte Version), ISSN 1433-0393 (elektronische Version)
- Breast Care – offizielles Organ der Arbeitsgemeinschaft Gynäkologische Onkologie e. V., der Austrian Breast and Colorectal Cancer Study Group und der German Breast Group (GBG), Karger Verlag, Basel, ISSN 1661-3791 (gedruckte Version), ISSN 1661-3805 (elektronische Version)
- Archives of Gynecology and Obstetrics – wissenschaftlichem Organ seit Gründung der Gesellschaft, Springer Verlag, Heidelberg, ISSN 0932-0067 (gedruckte Version), ISSN 1432-0711 (elektronische Version)
- Zentralblatt für Gynäkologie – 1877 als Centralblatt für Gynäkologie von Hermann Fehling und Heinrich Fritsch gegründet und von Breitkopf und Härtel verlegt – zeitweise offizielles Organ der Gesellschaft für Gynäkologie und Geburtshilfe der DDR (bis 1990), Verlag Johann Ambrosius Barth, Leipzig (bis 1999), Georg Thieme Verlag, Stuttgart (1999–2006), ab Januar 2007 mit Geburtshilfe und Frauenheilkunde vereinigt

## Geschichte
Die Deutsche Gesellschaft für Gynäkologie wurde am 16. September 1885 anlässlich der 58. Versammlung der Gesellschaft Deutscher Naturforscher und Ärzte in Straßburg i. E. gegründet. Die Initiative ging auf Wilhelm Alexander Freund zurück, der zu dieser Zeit Ordinarius für Gynäkologie der Reichs-Universität in Straßburg war.

Initiatoren der Gründung der DGG
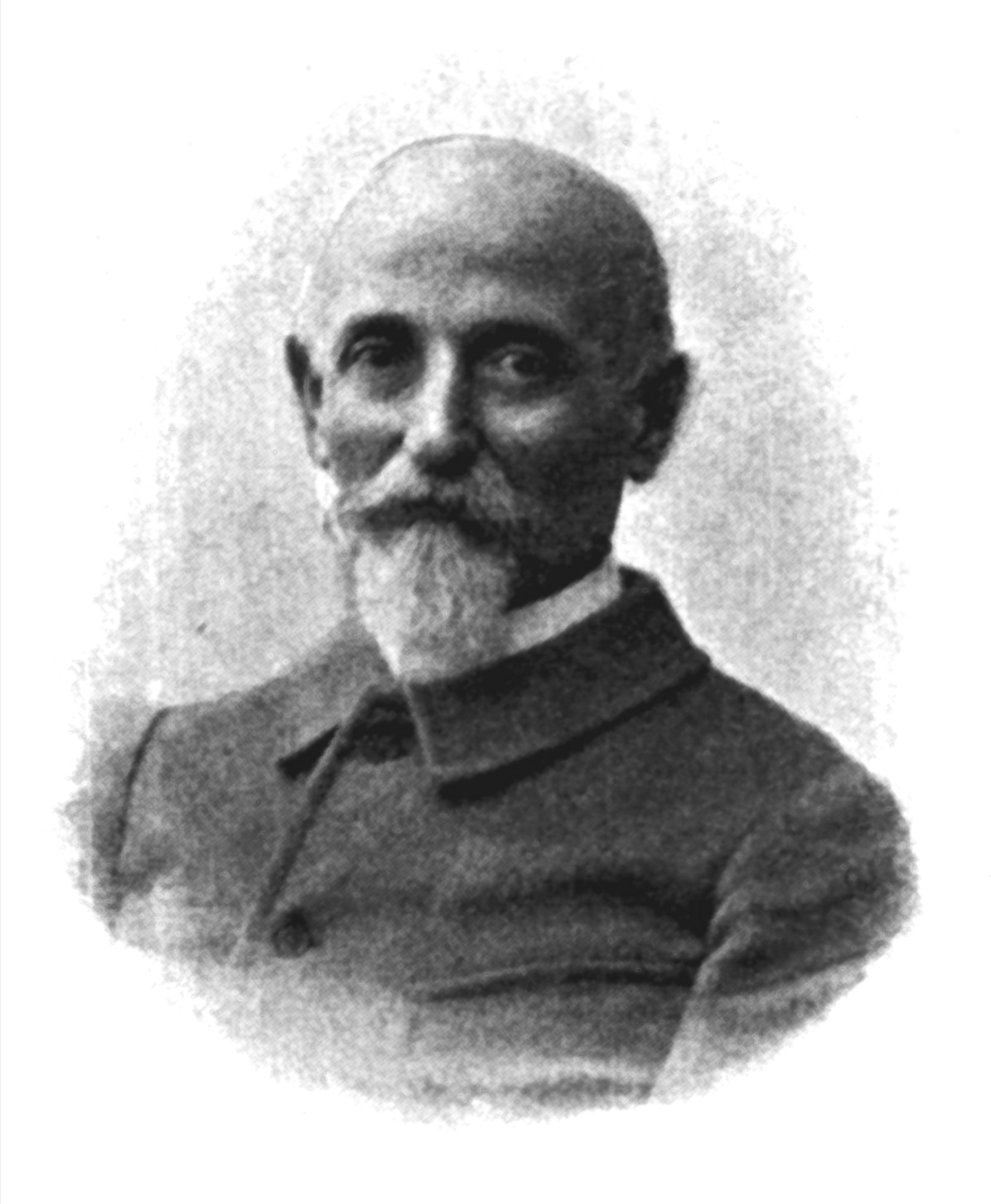
Wilhelm Alexander Freund
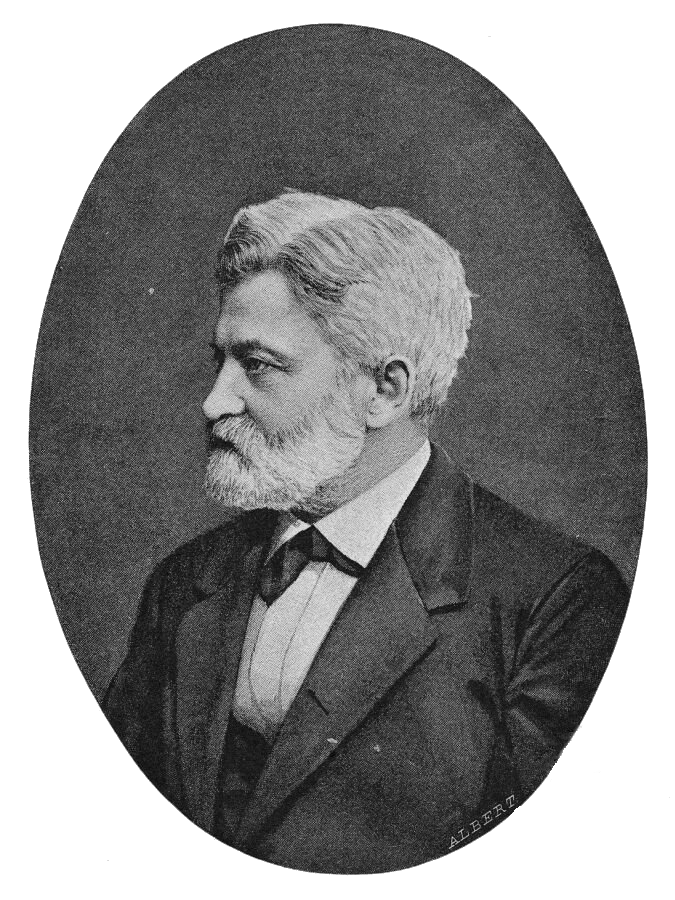
Carl Siegmund Franz Credé
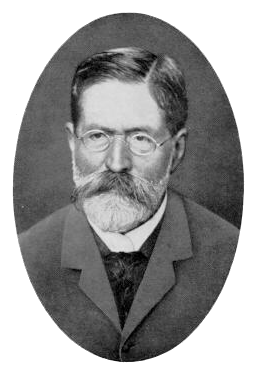
Alfred Hegar

Viele Jahre war über die Bildung dieser neuen Fachgesellschaft diskutiert worden. Carl Credé hatte bereits 1877 mit einigen Kollegen versucht, die 1822 gegründete gynäkologische Sektion der Naturforscherversammlung in eine eigene Gesellschaft umzuwandeln, scheiterte jedoch mit seinem Vorhaben an der 50. Versammlung der Vereinigung in München. 1885 wurde zunächst ein Gründungsausschuss mit Franz von Winckel (München), Robert Michaelis von Olshausen (Berlin), Otto Küstner (Breslau), Richard Frommel (Erlangen), Friedrich Schatz (Rostock), Bernhard Sigmund Schultze (Jena) und August Breisky (Prag) gegründet, aus dem der Vorstand der neuen Gesellschaft hervorging. Das Statut war bereits 1877 von Carl Credé (Leipzig), Karl von Hecker (München) und Alfred Hegar (Freiburg) für den ersten Versuch der Gründung erstellt worden und trat nun in Kraft.

Gründungsausschuss und erster Vorstand der Gesellschaft
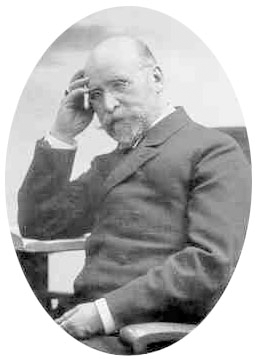
Franz von Winckel
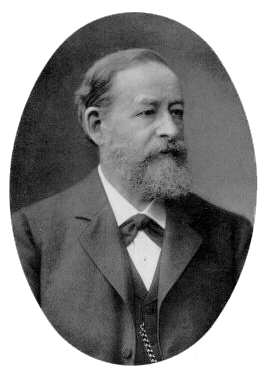
Robert Michaelis von Olshausen
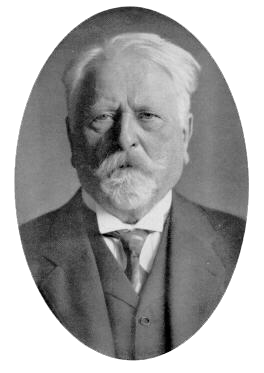
Otto Küstner
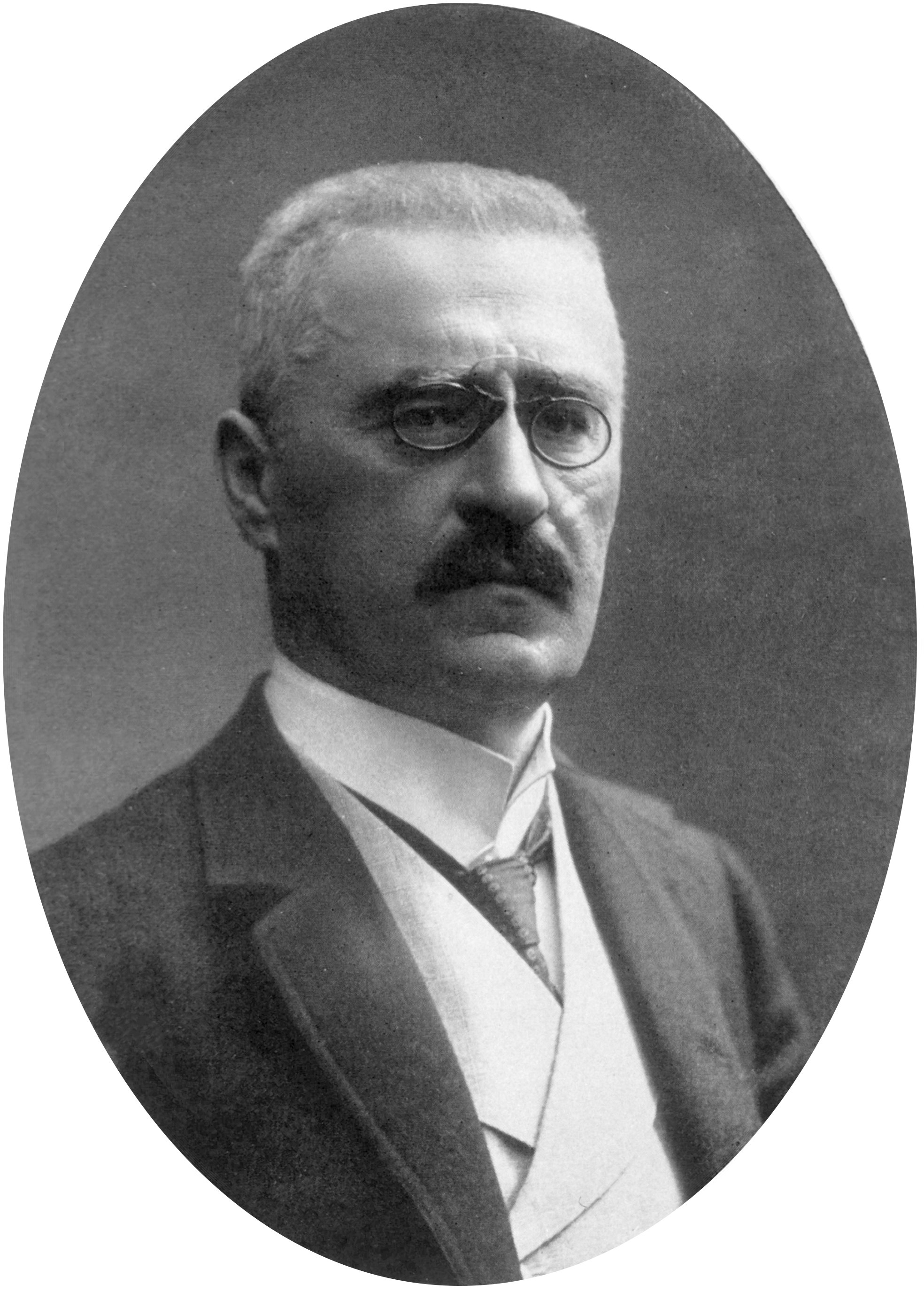
Richard Frommel
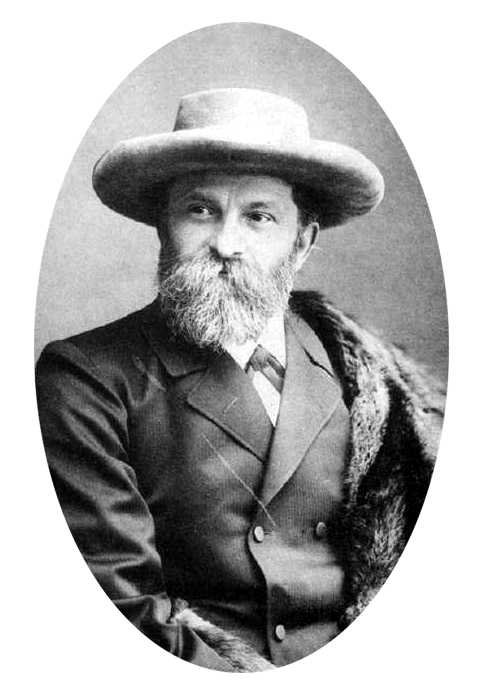
Friedrich Schatz
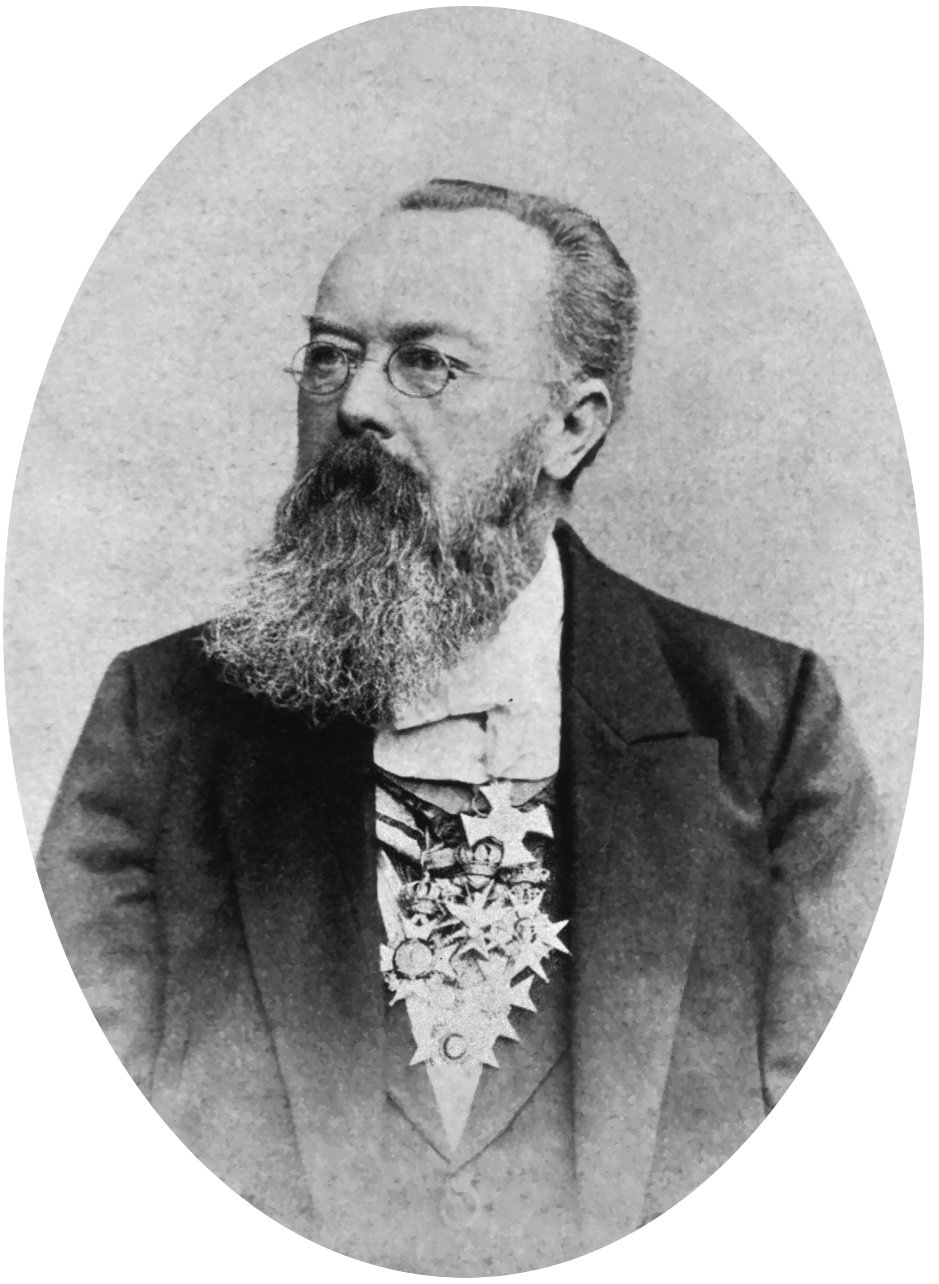
Bernhard Sigmund Schultze
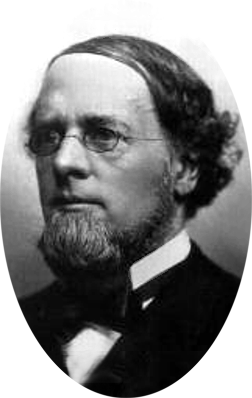
August Breisky

Vom 17. bis 19. Juni 1886 fand in München unter der Präsidentschaft von Franz von Winckel der erste Kongress der DGG statt. Vorträge hielten auf dieser Tagung heute noch bekannte Persönlichkeiten wie Ernst Bumm, Hermann Fehling, Max Hofmeier, Rudolf Kaltenbach, Friedrich Ernst Krukenberg, Otto Küstner, Max Runge, Max Sänger, Friedrich Schatz, Felix Skutsch und Theodor Wyder. Damals wurde beschlossen, die Kongresse jedes zweite Jahr, im Wechsel mit den Versammlungen der Deutschen Gesellschaft für Naturforscher und Ärzte, durchzuführen. Am Ende des ersten Kongresses hatte die Gesellschaft 67 Mitglieder. Bis zum Beginn des Ersten Weltkrieges entwickelte sich die DGG personell und wissenschaftlich zu einer weltweit führenden Fachgesellschaft. Nach dem Weltkrieg und der deutschen Kapitulation brauchte es in den politischen Wirren der Nachkriegszeit, der Wirtschaftskrise und Inflation Jahre, um wieder an das wissenschaftliche Vorkriegsniveau anzuknüpfen.

Gründungskongressteilnehmer (Auswahl)
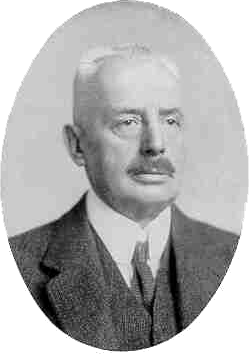
Ernst Bumm
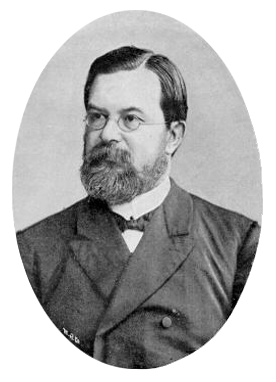
Rudolf Kaltenbach
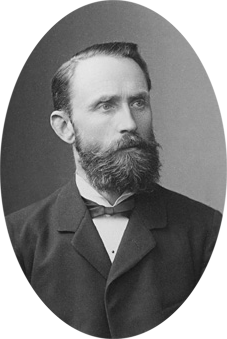
Hermann Fehling
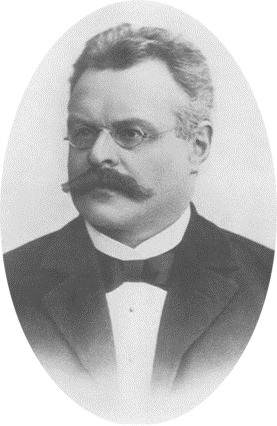
Theodor Wyder

In der folgenden Zeit des Nationalsozialismus wurde die Gesellschaft aufgefordert, sich der Reichszentrale für Gesundheitsförderung, die direkt dem Reichsministerium des Innern unterstand, anzuschließen. Der damalige Präsident Walter Stoeckel kam dem 1933 nach. Der Berliner DGG-Kongress 1933 befasste sich auch mit einigen eindeutig politisch motivierten Themen, wie Eingriffen aus eugenischer Indikation, z. B. Zwangssterilisationen und Schwangerschaftsabbrüche nach den Reichsgesetzen zur Verhütung erbkranken Nachwuchses vom 26. Mai und 14. Juli 1933. Gleichzeitig zeigte Stoeckel in seiner damaligen Rede Verständnis für den Ausschluss jüdischer Ärzte und Wissenschaftler aus der DGG. Viele Ordinarien und ihre Mitarbeiter traten damals nationalsozialistischen Organisationen bei und beteiligten sich aktiv an der Umsetzung der politischen Vorgaben. Andere waren Repressalien ausgesetzt, oder mussten wie der weltbekannte deutsch-jüdische Gynäkopathologe Robert Meyer und der Gynäkoendokrinologe Ludwig Fraenkelemigrieren. Die ersten Statistiken zu eugenischen Sterilisationen wurden auf dem Kongress 1935 in München als eines der Hauptreferate vorgetragen. Der 26. Kongress musste kriegsbedingt zweimal verschoben werden und fand schließlich 1941 unter der Leitung des Danziger Geburtshelfers Hans Fuchs in Wien statt. Der erste Nachkriegskongress der DGG konnte erst 1949 in Karlsruhe organisiert werden. Das Verhalten zahlreicher deutscher Frauenärzte und Frauenärztinnen, besonders in leitenden Funktionen, zwischen 1933 und 1945 wurde spät auf dem Münchner Kongress 1994 umfassend und kritisch behandelt.
Nach der deutschen Teilung als Folge des Zweiten Weltkriegs wurde in der DDR eine eigene Fachgesellschaft, die Gesellschaft für Gynäkologie und Geburtshilfe der DDR mit ihren Arbeitsgemeinschaften und Regionalgesellschaften gegründet. Die in der DDR lebenden Mitglieder der (nun „westdeutschen“) DGG mussten ihre Mitgliedschaft ruhen lassen oder ihren Austritt erklären. Nach der deutschen Wiedervereinigung 1990 wurde die DDR-Gesellschaft aufgelöst und ihre Mitglieder konnten mit den üblichen Bürgschaften nun Mitglied der (gesamtdeutschen) DGGG werden. Zudem wurden neue Vereinigungen, wie die Norddeutsche Gesellschaft für Gynäkologie und Geburtshilfe und die Mitteldeutsche Gesellschaft für Frauenheilkunde und Geburtshilfe, als neue Regionalgesellschaften der DGGG gegründet.

### Präsidenten der Gesellschaft
| Name                      | Jahr / Ort des geleiteten Kongresses | Name                        | Jahr / Ort des geleiteten Kongresses |
| ------------------------- | ------------------------------------ | --------------------------- | ------------------------------------ |
| Franz von Winckel         | 1886 / München                       | Gustav Döderlein            | 1960 / München, 1962 / Hamburg       |
| Rudolf Kaltenbach         | 1888 / Halle (Saale)                 | Ernst Philipp               | – (1961 verstorben)                  |
| Alfred Hegar              | 1889 / Freiburg im Breisgau          | Werner Bickenbach           | 1964 / München                       |
| Gustav Veit               | 1891 / Bonn                          | Egon Fauvet                 | 1966 / Hannover                      |
| Heinrich Fritsch          | 1893 / Breslau                       | Heinz Kirchhoff             | 1968 / Travemünde                    |
| Rudolf Chrobak            | 1895 / Wien                          | Hanns Dietel                | 1970 / Hamburg                       |
| Paul Zweifel              | 1897 / Leipzig                       | Richard Kepp                | 1972 / Wiesbaden                     |
| Robert von Olshausen      | 1899 / Halle (Saale)                 | Volker Friedberg            | 1974 / Wiesbaden                     |
| Hermann Löhlein           | 1901 / Gießen                        | Klaus Thomsen               | 1976 / Hamburg                       |
| Max Hofmeier              | 1903 / Würzburg                      | Josef Zander                | 1978 / München                       |
| Richard Werth             | 1905 / Kiel                          | Heinrich Schmidt-Matthiesen | 1980 / Hamburg                       |
| Christian Gerhard Leopold | 1907 / Dresden                       | Karl-Heinrich Wulf          | 1982 / München                       |
| Hermann Fehling           | 1909 / Straßburg                     | Günter Oehlert              | 1984 / Frankfurt am Main             |
| Albert Döderlein          | 1911 / München                       | Lutwin Beck                 | 1986 / Düsseldorf                    |
| Johann Veit               | 1913 / Halle (Saale)                 | Hans Ludwig                 | 1988 / München                       |
| Ernst Bumm                | 1920 / Berlin                        | Ernst-Joachim Hickl         | 1990 / Hamburg                       |
| Paul Mathes               | 1922 / Innsbruck                     | Dieter Krebs                | 1992 / Berlin                        |
| Carl Menge                | 1923 / Heidelberg                    | Hermann Hepp                | 1994 / München                       |
| Heinrich von Peham        | 1925 / Wien                          | Wolfgang Künzel             | 1996 / Dresden                       |
| Otto von Franqué          | 1927 / Bonn                          | Dietrich Berg               | 1998 / Nürnberg                      |
| Hugo Sellheim             | 1929 / Leipzig                       | Günther Kindermann          | 2000 / München                       |
| Ludwig Seitz              | 1931 / Frankfurt am Main             | Hans Georg Bender           | 2002 / Düsseldorf                    |
| Walter Stoeckel           | 1933 / Berlin                        | Klaus Diedrich              | 2004 / Hamburg                       |
| August Mayer              | 1935 / München                       | Klaus Vetter                | 2006 / Berlin                        |
| Georg August Wagner       | 1937 / Berlin                        | Walter Jonat                | 2008 / Hamburg                       |
| Hans Fuchs                | 1941 / Wien                          | Rolf Kreienberg             | 2010 / München                       |
| Rudolf von Jaschke        | 1949 / Karlsruhe                     | Klaus Friese                | 2012 / München                       |
| Heinrich Martius          | 1951 / Bad Pyrmont                   | Thomas Dimpfl               | 2014 / München                       |
| Heinrich Eymer            | 1952 / München                       | Diethelm Wallwiener         | 2016 / Stuttgart                     |
| Robert Schröder           | 1954 / München                       | Birgit Seelbach-Göbel       | 2018 / Berlin                        |
| Hans Runge                | 1956 / Heidelberg                    | Anton J. Scharl             | 2022 / München                       |
| Hans Naujoks              | 1958 / Frankfurt am Main             | Barbara Schmalfeldt         | 2024 / Berlin                        |